# Lago di Sartirana
Het Lago di Sartirana is een meer in Italië nabij Merate (Lombardije) en heeft een oppervlakte van 0,098 km².